# Космос-1378
Космос-1378 — радянський супутник радіоелектронної розвідки. Був запущений з космодрому Плесецьк 10 червня 1982 року ракетою-носієм Р-36 або РТ-2. Маса супутника при запуску становила близько 2200 кілограмів. Брав участь у роботі радянської системи радіоелектронної розвідки «Цілина». 16 вересня 1982 року був запущений новий супутник «Космос-1408», який зайняв місце «Космосу-1378» в «Цілині».